# Svetlana Zilberman
Svetlana Zilberman, geborene Swetlana Beljassowa (hebräisch סבטלנה זילברמן; russisch Светлана Зильберман (Белясова); englisch Svetlana Zilberman (Belyasova); * 10. Mai 1958 in Mahiljou, Weißrussische SSR, Sowjetunion) ist eine ehemals sowjetische, dann israelische Badmintonspielerin weißrussischer Herkunft.

## Sportliche Karriere
Swetlana Beljassowa erkämpfte sich 12 nationale Titel in der Sowjetunion. Mit Bronze bei der EM 1986 gewann sie als eine von wenigen Sportlerinnen aus dem Ostblock vor 1990 eine Medaille bei Europameisterschaften. Nach dem Zerfall der Sowjetunion emigrierte sie mit ihrer Familie nach Israel und avancierte dort zur Serienmeisterin, mittlerweile als Svetlana Zilberman agierend. Insgesamt erkämpfte sie in Israel bis 2007 47 nationale Titel.
Auch heute ist sie noch erfolgreich bei Seniorenwelt- und -europameisterschaften aktiv. 2009 kam es zu einem der ungewöhnlichsten Ereignisse bei einer Badminton-WM, als Zilberman mit ihrem 1989 geborenen Sohn Misha als Team Mutter-Sohn im Mixed startete. Bei der Badminton-Seniorenweltmeisterschaft 2003 der Altersklasse O40 gewann sie zweimal Gold.

## Sportliche Erfolge
| Saison    | Veranstaltung                                          | Disziplin   | Platz | Name                                    |
| --------- | ------------------------------------------------------ | ----------- | ----- | --------------------------------------- |
| 1975      | UdSSR Einzelmeisterschaften der Junioren               | Damendoppel | 1     | Larissa Beljutina / Swetlana Beljassowa |
| 1976      | UdSSR Einzelmeisterschaften der Junioren               | Dameneinzel | 1     | Swetlana Beljassowa                     |
| 1979      | UdSSR Einzelmeisterschaften                            | Mixed       | 1     | Anatoli Skripko / Swetlana Beljassowa   |
| 1979      | UdSSR Internationale Meisterschaften                   | Dameneinzel | 1     | Swetlana Beljassowa                     |
| 1979      | UdSSR Internationale Meisterschaften                   | Mixed       | 1     | Anatoli Skripko / Swetlana Beljassowa   |
| 1980      | UdSSR Einzelmeisterschaften                            | Dameneinzel | 1     | Swetlana Beljassowa                     |
| 1980      | UdSSR Einzelmeisterschaften                            | Damendoppel | 1     | Swetlana Beljassowa / N. Maxakova       |
| 1981      | French Open                                            | Dameneinzel | 1     | Swetlana Beljassowa                     |
| 1981      | French Open                                            | Damendoppel | 1     | Swetlana Beljassowa / Ward Poghosjan    |
| 1981      | UdSSR Einzelmeisterschaften                            | Damendoppel | 1     | Swetlana Beljassowa / Ward Poghosjan    |
| 1981      | UdSSR Einzelmeisterschaften                            | Dameneinzel | 1     | Swetlana Beljassowa                     |
| 1982      | UdSSR Internationale Meisterschaften                   | Dameneinzel | 1     | Swetlana Beljassowa                     |
| 1982      | Czechoslovakian International                          | Mixed       | 1     | Anatoli Skripko / Swetlana Beljassowa   |
| 1982      | Czechoslovakian International                          | Damendoppel | 1     | Swetlana Beljassowa / Petra Michalowsky |
| 1982      | UdSSR Internationale Meisterschaften                   | Mixed       | 1     | Vitaliy Shmakov / Swetlana Beljassowa   |
| 1983      | UdSSR Internationale Meisterschaften                   | Damendoppel | 1     | Swetlana Beljassowa / Ludmila Okuneva   |
| 1983      | UdSSR Einzelmeisterschaften                            | Damendoppel | 1     | Swetlana Beljassowa / Ludmila Suslo     |
| 1983      | UdSSR Internationale Meisterschaften                   | Dameneinzel | 1     | Swetlana Beljassowa                     |
| 1983      | UdSSR Einzelmeisterschaften                            | Mixed       | 1     | Vitaliy Shmakov / Swetlana Beljassowa   |
| 1984      | UdSSR Einzelmeisterschaften                            | Damendoppel | 1     | Swetlana Beljassowa / Vlada Belyutina   |
| 1984      | UdSSR Einzelmeisterschaften                            | Mixed       | 1     | Vitaliy Shmakov / Swetlana Beljassowa   |
| 1984      | UdSSR Einzelmeisterschaften                            | Dameneinzel | 1     | Swetlana Beljassowa                     |
| 1985      | King Mahendra Memorial                                 | Damendoppel | 1     | Swetlana Beljassowa / Elena Rybkina     |
| 1985      | King Mahendra Memorial                                 | Mixed       | 1     | Vitaliy Shmakov / Swetlana Beljassowa   |
| 1985      | UdSSR Internationale Meisterschaften                   | Damendoppel | 1     | Swetlana Beljassowa / Elena Rybkina     |
| 1985/1986 | DDR: Internationales Werner-Seelenbinder-Gedenkturnier | Dameneinzel | 1     | Swetlana Beljassowa                     |
| 1986      | Ungarn: Internationale Meisterschaften                 | Damendoppel | 1     | Swetlana Beljassowa / Wlada Beljutina   |
| 1986      | Europameisterschaft                                    | Dameneinzel | 3     | Swetlana Beljassowa                     |
| 1986      | USSR International                                     | Dameneinzel | 1     | Swetlana Beljassowa                     |
| 1986      | Ungarn: Internationale Meisterschaften                 | Mixed       | 1     | Vitaliy Shmakov / Swetlana Beljassowa   |
| 1986      | Ungarn: Internationale Meisterschaften                 | Dameneinzel | 1     | Swetlana Beljassowa                     |
| 1986      | UdSSR Einzelmeisterschaften                            | Mixed       | 1     | Andrei Antropow / Swetlana Beljassowa   |
| 1987      | UdSSR Einzelmeisterschaften                            | Damendoppel | 1     | Swetlana Beljassowa / Elena Rybkina     |
| 1987      | UdSSR Internationale Meisterschaften                   | Damendoppel | 1     | Swetlana Beljassowa / Elena Rybkina     |
| 1989      | UdSSR: Internationale Meisterschaften                  | Damendoppel | 1     | Swetlana Beljassowa / Irina Serova      |
| 1991      | Israel: Einzelmeisterschaften                          | Mixed       | 1     | Leonid Pajkin / Svetlana Zilberman      |
| 1991      | Israel: Einzelmeisterschaften                          | Damendoppel | 1     | Svetlana Zilberman / Maybar Ben Ari     |
| 1991      | Israelische Meisterschaft                              | Dameneinzel | 1     | Svetlana Zilberman                      |
| 1992      | Israelische Meisterschaft                              | Mixed       | 1     | Reuven Moses / Svetlana Zilberman       |
| 1992      | Israelische Meisterschaft                              | Damendoppel | 1     | Svetlana Zilberman / Sigalit Moses      |
| 1992      | Israel: Einzelmeisterschaften                          | Dameneinzel | 1     | Svetlana Zilberman                      |
| 1994      | Israel: Einzelmeisterschaften                          | Dameneinzel | 1     | Svetlana Zilberman                      |
| 1994      | Israel: Einzelmeisterschaften                          | Damendoppel | 1     | Svetlana Zilberman / Esther Koifman     |
| 1994      | Israel: Einzelmeisterschaften                          | Mixed       | 1     | Reuven Moses / Svetlana Zilberman       |
| 1995      | Israelische Meisterschaft                              | Dameneinzel | 1     | Svetlana Zilberman                      |
| 1995      | Israelische Meisterschaft                              | Mixed       | 1     | Reuven Moses / Svetlana Zilberman       |
| 1995      | Israelische Meisterschaft                              | Damendoppel | 1     | Svetlana Zilberman / Sigalit Moses      |
| 1996      | Israel: Einzelmeisterschaften                          | Damendoppel | 1     | Svetlana Zilberman / Esther Koifman     |
| 1996      | Israel: Einzelmeisterschaften                          | Dameneinzel | 1     | Svetlana Zilberman                      |
| 1996      | Israel: Einzelmeisterschaften                          | Mixed       | 1     | Reuven Moses / Svetlana Zilberman       |
| 1997      | Israel: Einzelmeisterschaften                          | Dameneinzel | 1     | Svetlana Zilberman                      |
| 1997      | Israel: Einzelmeisterschaften                          | Damendoppel | 1     | Svetlana Zilberman / Shirley Daniel     |
| 1997      | Israel: Einzelmeisterschaften                          | Mixed       | 1     | Leon Pugach / Svetlana Zilberman        |
| 1997      | Zypern: Internationale Meisterschaften                 | Damendoppel | 1     | Svetlana Zilberman / Shirli Daniel      |
| 1997      | Zypern: Internationale Meisterschaften                 | Dameneinzel | 1     | Svetlana Zilberman                      |
| 1997      | Zypern: Internationale Meisterschaften                 | Mixed       | 1     | Leon Pugach / Svetlana Zilberman        |
| 1998      | Israel: Internationale Meisterschaften                 | Dameneinzel | 1     | Svetlana Zilberman                      |
| 1998      | Israel: Internationale Meisterschaften                 | Damendoppel | 1     | Svetlana Zilberman / Diana Koleva       |
| 1998      | Israel: Internationale Meisterschaften                 | Mixed       | 1     | Leon Pugach / Svetlana Zilberman        |
| 1998      | Israel: Einzelmeisterschaften                          | Mixed       | 1     | Leon Pugatch / Svetlana Zilberman       |
| 1998      | Israel: Einzelmeisterschaften                          | Dameneinzel | 1     | Svetlana Zilberman                      |
| 1998      | Israel: Einzelmeisterschaften                          | Damendoppel | 1     | Svetlana Zilberman / Shirley Daniel     |
| 1999      | Israel: Einzelmeisterschaften                          | Damendoppel | 1     | Svetlana Zilberman / Shirley Daniel     |
| 1999      | Israelische Meisterschaft                              | Mixed       | 1     | Leon Pugatch / Svetlana Zilberman       |
| 1999      | Israelische Meisterschaft                              | Dameneinzel | 1     | Svetlana Zilberman                      |
| 2000      | Israelische Meisterschaft                              | Dameneinzel | 1     | Svetlana Zilberman                      |
| 2000      | Israel: Einzelmeisterschaften                          | Damendoppel | 1     | Svetlana Zilberman / Shirley Daniel     |
| 2000      | Cyprus International                                   | Mixed       | 1     | Leon Pougatch / Svetlana Zilberman      |
| 2000      | Israel: Einzelmeisterschaften                          | Mixed       | 1     | Leon Pugatch / Svetlana Zilberman       |
| 2001      | Senioren-Europameisterschaft 40+                       | Dameneinzel | 1     | Svetlana Zilberman                      |
| 2001      | Senioren-Europameisterschaft 40+                       | Damendoppel | 1     | Diana Koleva / Svetlana Zilberman       |
| 2001      | Israel: Einzelmeisterschaften                          | Mixed       | 1     | Leon Pugatch / Svetlana Zilberman       |
| 2001      | Israel: Einzelmeisterschaften                          | Damendoppel | 1     | Svetlana Zilberman / Svetlana Kopelyan  |
| 2001      | Israel: Einzelmeisterschaften                          | Dameneinzel | 1     | Svetlana Zilberman                      |
| 2002      | Israel: Einzelmeisterschaften                          | Dameneinzel | 1     | Svetlana Zilberman                      |
| 2002      | Israel: Einzelmeisterschaften                          | Mixed       | 1     | Sergey Antonyuk / Svetlana Zilberman    |
| 2002      | Israel: Einzelmeisterschaften                          | Damendoppel | 1     | Svetlana Zilberman / Svetlana Kopelyan  |
| 2002      | Senioren-Europameisterschaft 40+                       | Dameneinzel | 1     | Svetlana Zilberman                      |
| 2003      | Senioren-Weltmeisterschaft 40+                         | Damendoppel | 1     | Svetlana Zilberman / Diana Koleva       |
| 2003      | Israel: Einzelmeisterschaften                          | Dameneinzel | 1     | Svetlana Zilberman                      |
| 2003      | Israel: Einzelmeisterschaften                          | Mixed       | 1     | Sergey Antonyuk / Svetlana Zilberman    |
| 2003      | Israel: Einzelmeisterschaften                          | Damendoppel | 1     | Svetlana Zilberman / Svetlana Kopelyan  |
| 2003      | Senioren-Weltmeisterschaft 40+                         | Dameneinzel | 1     | Svetlana Zilberman                      |
| 2004      | Israel: Einzelmeisterschaften                          | Dameneinzel | 1     | Svetlana Zilberman                      |
| 2004      | Senioren-Europameisterschaft 45+                       | Dameneinzel | 1     | Svetlana Zilberman                      |
| 2004      | Israel: Einzelmeisterschaften                          | Mixed       | 1     | Sergey Antonyuk / Svetlana Zilberman    |
| 2004      | Israel: Einzelmeisterschaften                          | Damendoppel | 1     | Svetlana Zilberman / Svetlana Kopelyan  |
| 2005      | Israel: Einzelmeisterschaften                          | Dameneinzel | 1     | Svetlana Zilberman                      |
| 2005      | Israel: Einzelmeisterschaften                          | Mixed       | 1     | Misha Zilberman / Svetlana Zilberman    |
| 2005      | Israel: Einzelmeisterschaften                          | Damendoppel | 1     | Svetlana Zilberman / Svetlana Kopelyan  |
| 2006      | Senioren-Europameisterschaft 45+                       | Damendoppel | 1     | Svetlana Zilberman / Diana Kolewa       |
| 2006      | Senioren-Europameisterschaft 45+                       | Dameneinzel | 1     | Svetlana Zilberman                      |
| 2006      | Senioren-Europameisterschaft 45+                       | Mixed       | 2     | Vladimir Koloskov / Svetlana Zilberman  |
| 2012      | Israel: Einzelmeisterschaften                          | Mixed       | 1     | Misha Zilberman / Svetlana Zilberman    |